# Kostenerstattungsbetrag
Der Kostenerstattungsbetrag ist eine von deutschen Gemeinden zur Deckung ihres Aufwands für Maßnahmen zum Ausgleich für Eingriffe in Natur und Landschaft erhobene öffentliche Abgabe. 
Rechtsgrundlage sind die §§ 135a ff. BauGB in Verbindung mit den Bestimmungen der Kommunalabgabengesetze der Bundesländer.
Der Kostenerstattungsbetrag ist weiterhin der unrentierliche Kostenanteil, der von einer deutschen Gemeinde an den Eigentümer zu zahlen ist, wenn die Gemeinde ein Modernisierungs- und Instandsetzungsgebot für eine bauliche Anlage anordnet. 
Rechtsgrundlage dafür ist der § 177 BauGB.  